# Ewiges Meer
Das Ewige Meer ist mit rund 91 Hektar (0,91 km²) Wasserfläche der größte Hochmoorsee Deutschlands. Er liegt ca. 9 km nordwestlich der niedersächsischen Stadt Aurich. Seine Oberfläche befindet sich etwa auf 8,5 m über NN. Umgrenzt wird der See von einem ausgedehnten Komplex ungenutzter Flächen, die noch das eigentliche Hochmoorprofil zeigen und zusammen mit dem Gewässer das 1290 Hektar umfassende Naturschutzgebiet Ewiges Meer, Großes Moor bei Aurich bilden.

## Lage
Das Naturschutzgebiet liegt im Grenzbereich der Landkreise Wittmund und Aurich bei der Ortschaft Eversmeer in Ostfriesland. Es gehört zum Nenndorfer Hochmoor auf dem Scheitel des Oldenburgisch-Ostfriesischen Geestrückens und stellt die Kernzone des etwa 33 Quadratkilometer großen Moorkomplexes Großes Moor bei Aurich dar.

## Beschreibung

### Allgemeines
Der zwei bis drei Meter tiefe See ist etwa 1.650 m lang und teilweise knapp 900 m breit. Die Entstehung der Wasserfläche wird auf das Zusammenwachsen mehrerer Hochmoorkörper (Berumerfehner-, Tannenhausener- und Meerhusener Moor) zurückgeführt, die das Abfließen des Niederschlagswassers verhindert und damit zu dem offenen Gewässer geführt haben. Jedes einzelne dieser Moore hatte die für Hochmoore typische konvexe Oberfläche.
Im zentralen Hochmoorbereich dominiert weitgehend die natürliche Entwicklung, und örtlich sind die für aufgewölbte Regenmoore charakteristischen Bult-Schlenken-Komplexe ausgebildet. Nährstoffarmut und Säuregehalt des Moorwassers lassen nur spezialisiertes pflanzliches oder tierisches Leben gedeihen. Rosmarinheide (Andromeda polifolia), Gewöhnliche Moosbeere (Vaccinium oxycoccos), Moorlilie (Narthecium ossifragum), Gewöhnliche Rasenbinse (Trichophorum cespitosum), Rundblättriger, Mittlerer und Langblättriger Sonnentau (Drosera spec.) und Weißes Schnabelried (Rhynchospora alba) sind typische Blütenpflanzen, die mit diversen Torfmoosen sowie mit Wollgräsern (Eriophorum spec.) vergesellschaftet sind.
Die umgebende, überwiegend offene Landschaft wird geprägt von Moorheiden aus Besen- und Glockenheide (Calluna vulgaris und Erica tetralix) sowie Beständen aus Pfeifengras (Molinia caerulea). Der lückige Gehölzbewuchs setzt sich vor allem aus Moorbirken (Betula pubescens), Grauweiden (Salix cinerea) und Ebereschen (Sorbus aucuparia) zusammen. Da die drei ursprünglich getrennten Moorkörper erst vor relativ kurzer Zeit zusammengewachsen sind, beträgt die Dicke der Torfschicht um das Meer teilweise nur einen Meter.
Neben der Hauptwasserfläche gibt es noch weitere sogenannte Mooraugen wie das „Kleine Eversmeer“ (nach Teilverlandung derzeit noch ca. 3,4 ha Wasserfläche), die „Dobbe“ (8,7 ha einschließlich Verlandungszonen) und die beiden „Krickmeere“ (0,6 und 0,35 ha), dazu zahlreiche größere durch Torfgewinnung entstandene wassergefüllte Rinnen. Hier brüten die streng geschützten, letzten Trauerseeschwalben in Ostfriesland.

### Bohlenpfad
Seit Anfang der 1980er Jahre besteht am Nordrand ein 1,8 Kilometer langer Bohlenweg, der im Jahr 2000 um einen Moorlehrpfad ergänzt wurde. Im November 2018 wurde der Bohlenweg zunächst komplett gesperrt, nachdem eine Fußgängerin verunglückt war. Nach einigen Monaten konnte der Weg nach einer stückweisen Erneuerung bis zur ersten Aussichtsplattform wieder geöffnet werden; somit ist wieder ein Zugang zum Meer möglich. Der restliche Teil des Bohlenweges ist jedoch weiterhin geschlossen (Stand: August 2023) und in einem schlechten Zustand. Der Bohlenweg ist im Wesentlichen dem Aufbau des im Meerhusener Moor freigelegten, etwa 2000 Jahre alten Bohlenweg nachempfunden. Der Süden des Gebietes ist heute für Besucher unzugänglich.

## Schutz
Das Ewige Meer ist Teil des seit 1939 bestehenden Naturschutzgebietes Ewiges Meer, Großes Moor bei Aurich. Zudem ist es ein Natura 2000 - Vogelschutzgebiet der EU (Ewiges Meer). Die Staatliche Moorverwaltung realisiert seit 1979 Maßnahmen zur Anhebung des Gebietswasserstandes und damit zur Verbesserung der Bedingungen für die Moorrenaturierung. Der Moorlehrpfad macht Spaziergänger auf die Seltenheit des Lebensraumes und der ansässigen Tier- und Pflanzenarten aufmerksam.

## Kulturhistorische Bedeutung
Das Moorgebiet rund um das Ewige Meer hat im Laufe der Zeit archäologische Funde preisgegeben, beispielsweise die Moorleiche von Bernuthsfeld oder den Bohlenweg im Meerhusener Moor bei der Ortschaft Tannenhausen. Auch die Fundorte in Walle (der bekannte Pflug von Walle) liegen im ursprünglichen Ausdehnungsbereich dieses Moores und das Megalithgrab von Tannenhausen (im Volksmund nach der Form der erhaltenen Steine Butter, Brot und Käse genannt) ganz in dessen Nähe.

## Bildergalerie

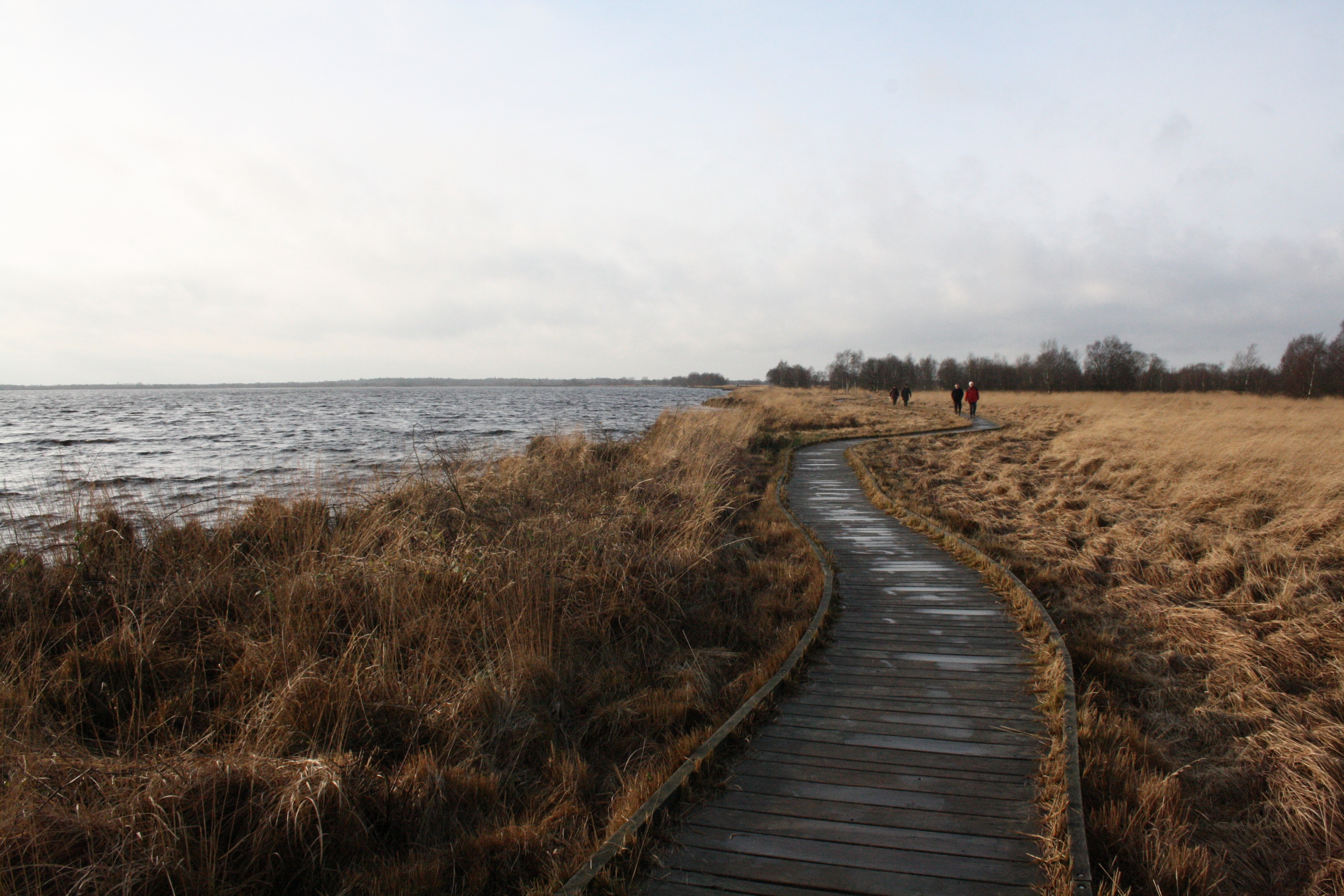
Bohlenweg am Nordufer
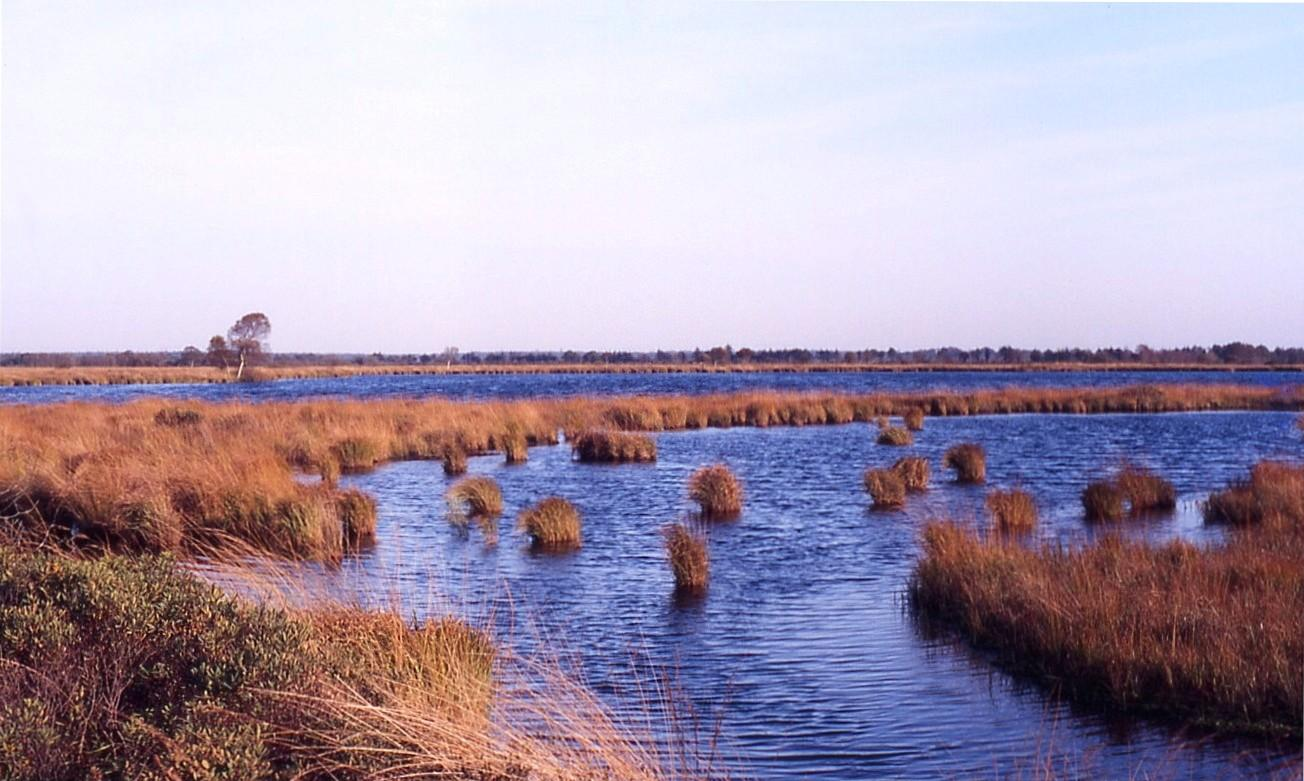
Nebengewässer „Dobbe“
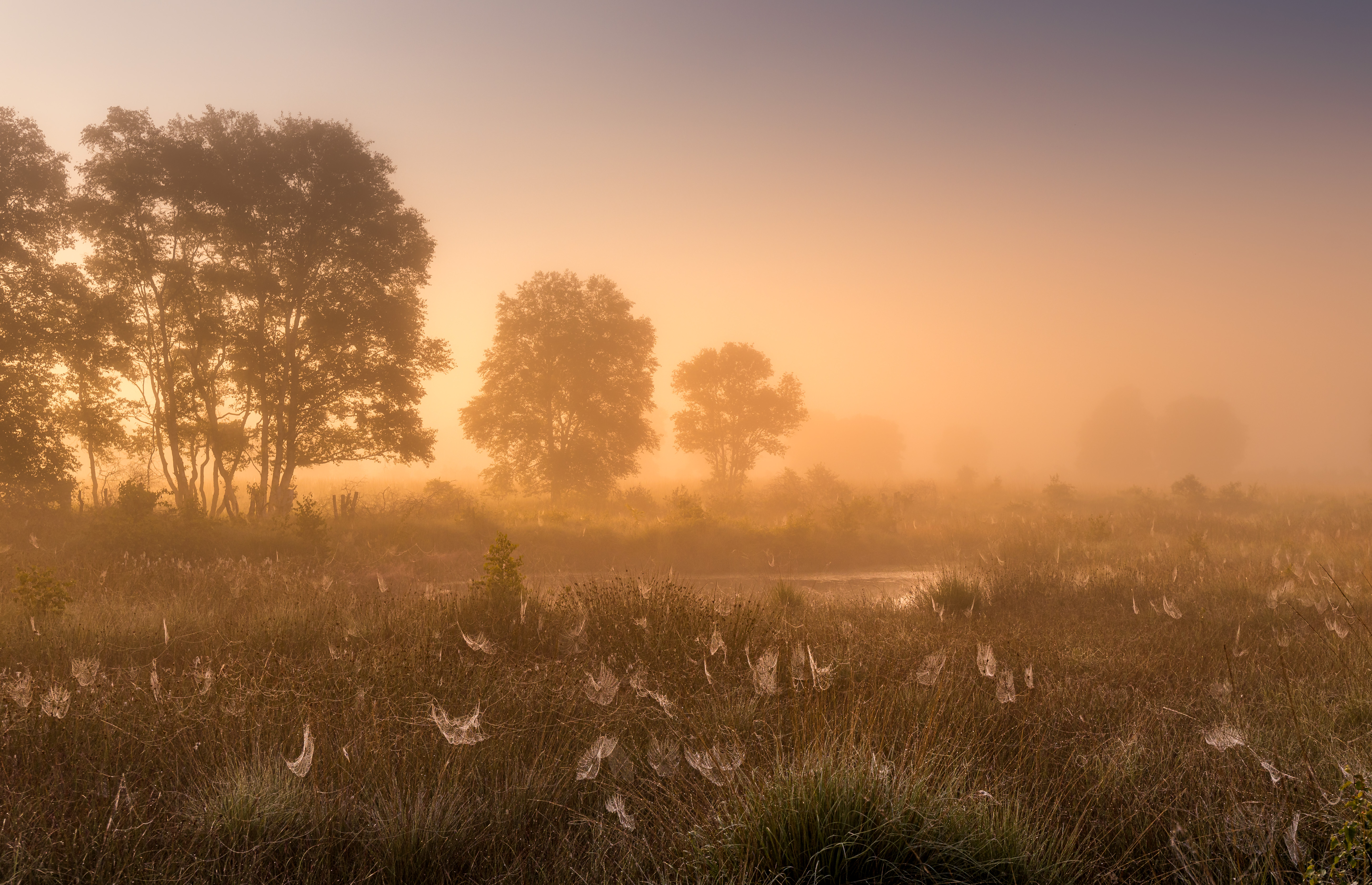
Morgennebel am Ewigen Meer
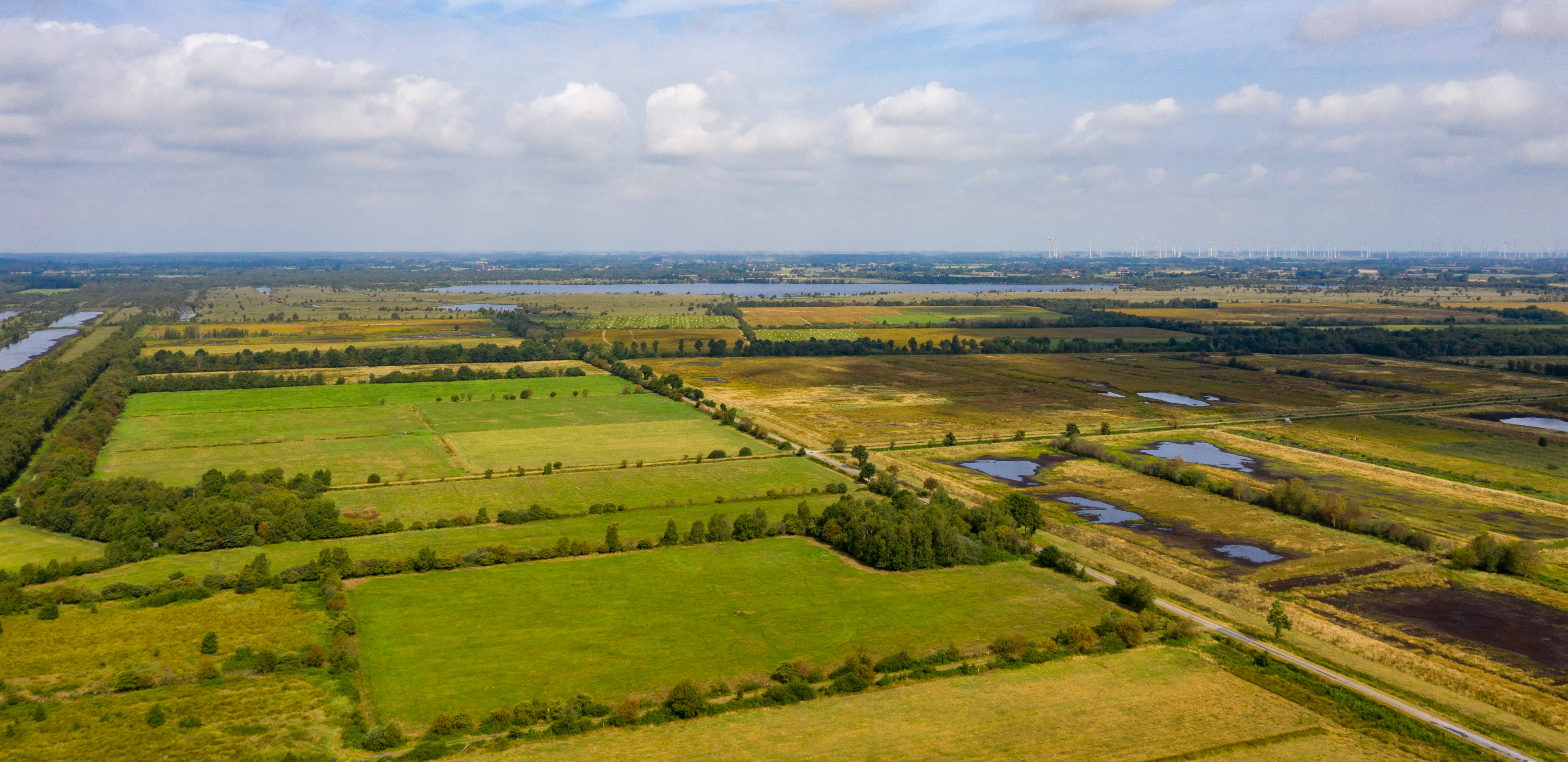
Blick über das Naturschutzgebiet; oben im Zentrum das namensgebende Ewige Meer